# Kariamangalam
Kariamangalam es una ciudad y nagar Panchayat situada en el distrito de Dharmapuri en el estado de Tamil Nadu (India). Su población es de 13511 habitantes (2011). Se encuentra a 23 km de Dharmapuri y a 69 km de Salem.

## Demografía
Según el censo de 2011 la población de Kariamangalam era de 13511 habitantes, de los cuales 6757 eran hombres y 6754 eran mujeres. Kariamangalam tiene una tasa media de alfabetización del 75,52%, superior a la media estatal del 80,09%: la alfabetización masculina es del 83,59%, y la alfabetización femenina del 77,08%.